# Isola
Isola — серия комиксов, которую в 2018—2020 годах издавала компания Image Comics.

## Синопсис
Капитан Королевской гвардии Рук покинула столицу вместе с правительницей Олвин, ставшей жертвой злых чар. Чтобы всё исправить, они отправляются в мифическое место, на землю мёртвых, известную как Изола.

### Выпуски
| №  | Дата выхода      | Оценка на Comic Book Roundup    | Предполагаемый объём продаж (первый месяц) |
| -- | ---------------- | ------------------------------- | ------------------------------------------ |
| 1  | 4 апреля 2018    | 8,7 из 10 на основе 21 рецензии | 24 716, позиция в Северной Америке — 91    |
| 2  | 9 мая 2018       | 8,4 из 10 на основе 14 рецензий | 17 572, позиция в Северной Америке — 135   |
| 3  | 6 июня 2018      | 8,5 из 10 на основе 11 рецензий | 15 315, позиция в Северной Америке — 136   |
| 4  | 11 июля 2018     | 9,3 из 10 на основе 7 рецензий  | 14 832, позиция в Северной Америке — 137   |
| 5  | 29 августа 2018  | 9 из 10 на основе 7 рецензий    | 13 864, позиция в Северной Америке — 149   |
| 6  | 16 января 2019   | 7,9 из 10 на основе 9 рецензий  | 12 150, позиция в Северной Америке — 163   |
| 7  | 27 марта 2019    | 8,4 из 10 на основе 3 рецензий  | 10 848, позиция в Северной Америке — 160   |
| 8  | 26 июня 2019     | 10 из 10 на основе 1 рецензии   | 10 520, позиция в Северной Америке — 173   |
| 9  | 11 сентября 2019 | 7,7 из 10 на основе 3 рецензий  | 9 701, позиция в Северной Америке — 199    |
| 10 | 5 февраля 2020   | 8,1 из 10 на основе 3 рецензий  | 8 718, позиция в Северной Америке — 191    |

### Сборники
| № | Тип            | Дата выхода     | Собранный материал | Кол-во страниц | ISBN          | Предполагаемый объём продаж (первый месяц) |
| - | -------------- | --------------- | ------------------ | -------------- | ------------- | ------------------------------------------ |
| 1 | Мягкая обложка | 24 октября 2018 | Isola #1-5         | 144            | 9781534309227 | 5 541, позиция в Северной Америке — 6      |
| 2 | Мягкая обложка | 1 июля 2020     | Isola #6-10        | 144            | 9781534313538 | н/д                                        |

## Отзывы
На сайте Comic Book Roundup серия имеет оценку 8,6 из 10 на основе 79 рецензий. Джошуа Дэвисон из Bleeding Cool, обозревая первый выпуск, похвалил историю, иллюстрации и темп повествования. Дженна Андерсон из ComicBook.com, рецензируя дебют, похвалила колориста. Дэвид Пепос из Newsarama дал первому выпуску 7 баллов из 10 и посчитал, что художественная часть сильнее сценария.

### Награды
| Год  | Награда       | Категория                  | Результат | Пр.    |
| ---- | ------------- | -------------------------- | --------- | ------ |
| 2019 | Eisner Awards | Best New Series            | Номинация | [ 39 ] |
| 2019 | Ringo Awards  | Mike Wieringo Spirit Award | Победа    | [ 40 ] |